# Obchodní akademie Česká Lípa
Obchodní akademie, Česká Lípa, náměstí Osvobození 422, příspěvková organizace je státní příspěvková organizace, střední škola s ekonomickým zaměřením v České Lípě, která vznikla v roce 1945. Současným ředitelem je Ing. Rostislav Lád.

## Historie
Budova byla postavena v letech 1869 až 1871 v proluce vzniklé po požáru několika domů v roce 1865. Zprvu zde sídlila obecní škola a vyšší odborné gymnázium, pak spořitelna i kasárna
Dne 14. září bylo v budově obnoveno vyučování a ten den je považován za zrod Veřejné obchodní školy. Tehdy v budově fungovalo souběžně škol několik. Měnila často jak svůj název, tak rozsah a strukturu učiva. V letech 1960 - 1990 měla název Střední ekonomická škola Česká Lípa.

## Studium a vybavení školy
Ve školním roce 2017/18 nabízí tři studijní obory s délkou studia čtyři roky a zakončené maturitní zkouškou:
- Obchodní akademie 63-41-M/02
- Ekonomické lyceum 78-42-M/02
- Veřejnosprávní činnost 68-43-M/01

Výuka účetnictví je podporována od roku 2008 počítačovým program DUEL. Vyučuje se zde angličtina, němčina, francouzština a španělština. Z němčiny a angličtiny lze získat odborný certifikát.
Poblíž školy je Domov mládeže, ve kterém mají žáci možnost stravování a ubytování.

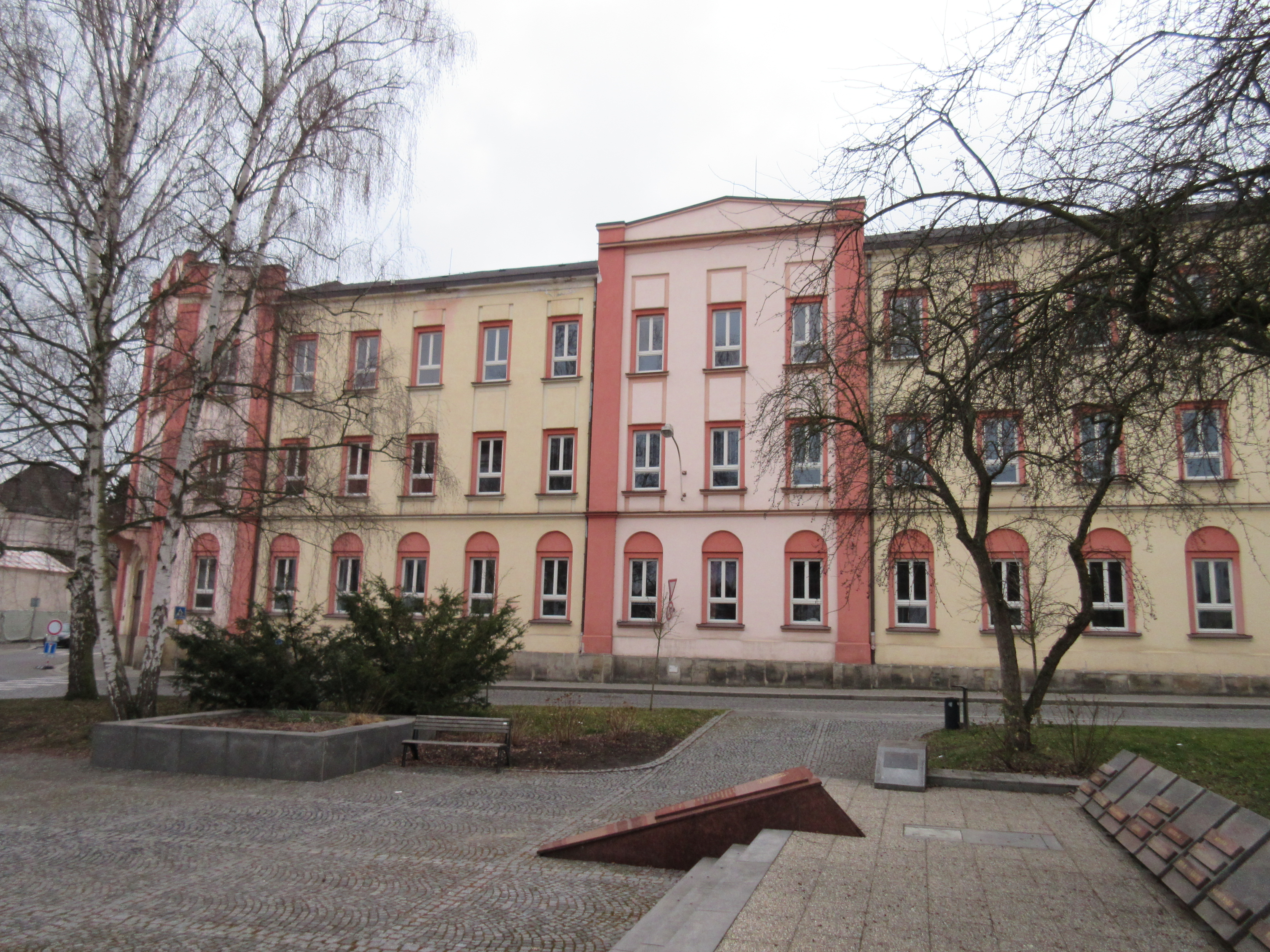
Budova akademie z boku

## Další aktivity
- Na škole vyvíjí od roku 1968 činnost soubor amatérského divadla DKM – Divadelní klub mladých při Obchodní akademii v České Lípě.[3] Jeho členy jsou studenti i jiných škol.
- Škola organizuje různé pohybové aktivity a sportovní kroužky, zúčastňuje se školních olympiád.